# ЦСК ВВС в сезоне 1996
В сезоне 1996 года ЦСК ВВС (Самара) стал трехкратным чемпионом России.
Конфедерация футбола Бразилии пригласила к участию в турнире «Brazil Cup» (янв. 1996) сборную России, так как оперативно собрать сборную не представлялось возможным, то в футболках сборной вышли игроки ЦСК ВВС. Результаты: США (1:8, 13.01),
Украина (3:1, 16.01) и Бразилия (0:4, 18.01).
В рамках подготовки к чемпионату ЦСК ВВС участвовал в Кубке чемпионов Содружества 1996.
К титулу команду привел тренерский дуэт Александра Соловьёва и Виталия Шашкова.
В список «33 лучшие футболистки по итогам сезона 1996 г.» включены 8 футболистов «ЦСК ВВС»: Светлана Петько (вратарь, № 2), Орынбасар Дауренбекова (центральный защитник — задний, № 3), Светлана Литвинова (центральный защитник — передний, № 1), Елена Кононова (правый полузащитник, № 1), Александра Светлицкая (левый полузащитник, № 1), Татьяна Егорова (центральный полузащитник, № 1), Галина Комарова (левый нападающий, № 3) и Ирина Григорьева (левый нападающий, № 1).

## Межсезонье
Кулистан Боташева, Ирина Григорьева и Татьяна Егорова выступали за немецкую команду «Турбине» из Потсдама (с января по май в 1994—1996 гг.). Чемпионат в Германии был по системе «осень-весна» и в летние месяцы девушки выступали за ЦСК ВВС. «Турбине» на тот момент выступала в региональной лиге и девушки были приглашены в единственную сильную команду ГДР для того, чтобы пробиться в Бундеслигу.

## Изменения в составе
По сравнению с 1995 годом в составе клуба произошли следующие изменения:
- ПРИШЛИ:
  - с Украины приглашены: Елена Головко, Галина Михайленко, Татьяна Ознобихина (все «Донецк-Рось») и Наталья Сухорукова («Спартак» Киев);
  - Елена Кононова из клуба «Сибирячка» (Красноярск);
  - Галина Комарова из клуба «СиМ» (Москва);
  - Елена Морозова из клуба «Лада» (Тольятти)
- УШЛИ:
  - Марина Мамаева в клуб «Энергия» (Воронеж)
  - Марина Примак и Наталья Дорошева на правах аренды в клуб «КАМАЗ» (Набережные Челны).

## Календарь
| Дата  | Хозяева         | Счёт | Гости           |
| ----- | --------------- | ---- | --------------- |
| 29.04 | ЦСК ВВС         | 4:1  | Калужанка       |
| 02.05 | ЦСК ВВС         | 2:0  | Текстильщик-СиМ |
| 12.05 | Лада            | 0:1  | ЦСК ВВС         |
| 01.06 | КАМАЗ           | 0:2  | ЦСК ВВС         |
| 08.06 | ЦСК ВВС         | 5:0  | Кубаночка       |
| 11.06 | ЦСК ВВС         | 1:0  | Энергия         |
| 26.06 | ЦСК ВВС         |      | КДС-Идель       |
| 29.06 | ЦСК ВВС         |      | Сююмбике-Зилант |
| 02.07 | Волжанка        |      | ЦСК ВВС         |
| 14.07 | ЦСК ВВС         |      | Чертаново-СКИФ  |
| 21.07 | Сююмбике-Зилант |      | ЦСК ВВС         |

| Дата  | Хозяева         | Счёт | Гости     |
| ----- | --------------- | ---- | --------- |
| 25.07 | ЦСК ВВС         |      | Волжанка  |
| 28.07 | ЦСК ВВС         |      | Сибирячка |
| 04.08 | Сибирячка       | 2:6  | ЦСК ВВС   |
| 21.08 | Кубаночка       |      | ЦСК ВВС   |
| 24.08 | Энергия         | 4:0  | ЦСК ВВС   |
| 27.08 | Чертаново-СКИФ  |      | ЦСК ВВС   |
| 31.08 | КДС-Идель       |      | ЦСК ВВС   |
| 03.09 | ЦСК ВВС         |      | КАМАЗ     |
| 14.09 | Текстильщик-СиМ |      | ЦСК ВВС   |
| 17.09 | Калужанка       |      | ЦСК ВВС   |
| 13.11 | ЦСК ВВС         | 2:2  | Лада      |

 — матч игрался в Самаре

## Результаты выступлений
| Место | И  | В  | Н | П | М     | О  | Кубок России | Бомбардир         |
| ----- | -- | -- | - | - | ----- | -- | ------------ | ----------------- |
|       | 22 | 20 | 1 | 1 | 82-12 | 61 | Финалист     | 32 Елена Кононова |